# 寺島尚正
寺島 尚正（てらしま なおまさ、1958年9月16日 - ）は日本のフリーアナウンサー。　元文化放送アナウンサー。元 セントラルミュージック（JCM）所属。

## 人物・来歴
東京都杉並区出身（大久保病院で誕生）。佼成学園高等学校、中央大学商学部を卒業。愛称は「寺ちゃん」。
元々は赤面症で人前で話すことが苦手だったという。税理士になりたくて、大学の商学部に入学したが、教員免許を取りたくて教職課程を受講したり、百貨店業界に興味を持ったりと大学生時代は将来が定まらず、そのような中で「いずれにせよコミュニケーション能力が必要」と思ってアナウンス学校に入学する。アナウンサーを目指すきっかけになったのは、教育実習の終わりに生徒たちに自分の感想を書いてもらったところ「アナウンサーみたい」というものが多かったということで、もしかすると、と思ったことだったという。一方で、本人はこれを「しゃべりが堅い」という揶揄かもしれないとも思った。
文化放送の後輩アナウンサーである太田英明と「内海文化・QR（、寺島は「内海文化」）」という漫才コンビを組んでおり、アナウンサーと漫才師という、2つの顔を持つ。このコンビは、内海好江にとって、最後の弟子である。
「吉田照美のやる気MANMAN!」内でのコーナー「ようかんマンがゆく」のチーフであり、特にお助けマンの回では、街の喫茶店などでパフォーマンスを繰り広げた。
大の相撲ファンであり、角界では、特に芝田山親方（元横綱大乃国）と親交がある。芝田山親方は現役時代、「夜はキラキラ寺チャンネル」に生出演したことがある。
2006年7月24日、新宿区の旧社屋からの最後の放送を担当し、メッセージを送った。この最後の放送では、新宿区の旧社屋から、港区の新社屋へ途中、都内の各ラジオ放送局を訪問するリスナーとのウォーキング･ラリーを担当した野村邦丸アナウンサーとコラボレーションをした。
さだまさしとの交流は長く、2010年1月1日放送の「今夜も生でさだまさし」（NHK総合テレビ）にタレントのコロッケとともに出演した。さだのコンサートの影ナレーションを担当することもある。さだの小説「ラストレター」の主人公・寺島尚人は寺島をモチーフとしている。
自宅は八王子市内だが、2013年4月1日から放送を開始した早朝番組「おはよう寺ちゃん 活動中」（現「おはよう寺ちゃん」）のメインパーソナリティに起用以降、平日は会社近くのアパート住まいで、八王子には週末帰るという単身赴任状態である。
2013年9月30日をもって、編成局制作部専任部長の役職定年を迎え、同年10月より、編成局制作部所属の一般社員となった。アナウンサーの職務は、これまで通り継続していた。
2018年9月28日をもって定年退職。フリーアナウンサーに転身した。転身後はセントラルミュージック（JCM）所属となる。
2025年1月時点ではセントラルミュージックの所属ではなく、フリーランスで活動している。担当番組は退所後も引き続き継続中。

## 現在の担当番組
- おはよう寺ちゃん 活動中 → おはよう寺ちゃん（月 - 金 5:00 - 9:00）- パーソナリティ
- 浜美枝のいつかあなたと（日 9:30 - 10:00）- アシスタント
- さだまさしカウントダウンスペシャル（毎年12月31日 22:00 - 25:00）
- さだまさし 1時の鬼の魔酔い（東海ラジオ放送。文化放送へネット）- 準レギュラー

## 過去の主な担当番組
- 陳平のトクする11時
- アイ・ラブ・シティ
- 文化放送ライオンズナイター
- 文化放送ホームランナイター[2]
- 吉田照美のやる気MANMAN! - 番組の外中継コーナー「NISSAN 大繁盛ステーション 商売繁盛やる気MANMAN」 → 「TOYOTA ハッピーナビゲート ようかんマンがゆく」の月曜リポーターとして出演
- 夜はキラキラ寺チャンネル
- 寺島・藤井のジャストミート
- 寺島・ナースの爆発120分
- さだまさしのセイ!ヤング - 準レギュラー
- (有) さだまさし大世界社
- 幸せいっしょ・福ミミワイド
- 私がラジオスター
- unun
- 古本新之輔 ちゃぱらすかWOO! - 番組初期の人気コーナー「ダスラッテ星人の逆襲」のダスラッテ星人として出演
- 陳平＆寺ちゃんのハッピートゥモロー
- 寺ちゃんの飛び出せ!ハッピータウン
- サタデーネクスト! なるほどひざポン!!
- 寺島尚正 ラジオパンチ!
- 夕やけ寺ちゃん 活動中
- 井筒とマツコ 禁断のラジオ
- 再チャレンジ・二つの扉 - 番組進行
- 押井守・川井憲次アハトアハト - ナレーション
- 押井守シアター ケルベロス鋼鉄の猟犬 - ナレーション
- 氷川きよし節 → 氷川きよし 限界突破RADIO - パートナー
- さだまさし セイ!シュン49.69 - アシスタント
- 内海文化・QRの現金5万円入りのハンドバッグ（インターネットラジオ BBQR、Podcast QR）- パーソナリティ